# Ultraism
Ultraism var en avantgardistisk litterär rörelse i Spanien.
Ultraisterna var influerade av fransk symbolism och Les parnassiens. Deras verk karakteriseras av fria versformer, komplicerade metriska innovationer och utmanande symboliskt bildspråk som en reaktion mot den traditionella poesins form och innehåll.
Rörelsen lanserades i Madrid 1919 av poeten Guillermo de Torre och fick många anhängare bland samtidens betydande diktare, däribland Jorge Luis Borges som introducerade ultraismen i Sydamerika 1921. Ultraisternas verk publicerades huvudsakligen i de avantgardistiska tidskrifterna Grecia (1919-1920) och Ultra (1921-1922).